# Flotsam and Jetsam
Flotsam and Jetsam (букв. укр. Залишки затонулого корабля, обр. укр. Потолоч суспільства) — американський треш-метал-гурт, заснований 1981 року.

## Історія
Гурт було створено в Фініксі, штат Аризона, в 1981 році. Його першими учасниками були барабанщик Келлі Девід Сміт та гітаристи Піт Мелло й Дейв Гулдер. Колектив змінив декілька назв, на кшталт Parados, The Dogx, Dredlox, аж доки 1985 року не зупинився на Flotsam and Jetsam. На той момент до його складу входили оригінальний барабанщик Келлі Девід Сміт, вокаліст Ерік Натсон (A.K.), гітаристи Майкл Гілберт та Едвард Карлсон, та бас-гітарист Джейсон Ньюстед. Гурт видав декілька демо-записів (Metal Shock, Iron Tears), виступав на треш-метал-сцені в Аризоні та Каліфорнії, та врешті решт підписав контракт з лейблом Metal Blade Records. 1986 року вийшла їхня дебютна платівка Doomsday for the Deceiver.
Наприкінці 1986 року гурт залишив бас-гітарист Джейсон Ньюстед. Його було обрано серед декілька десятків претендентів як заміну бас-гітариста Metallica Кліффа Бертона, який загинув в автокатастрофі. Замість Ньюстеда у Flotsam and Jetsam прийшов Трой Грегорі. Колектив змінив звукозаписувальну компанію та підписав контракт з Elektra Records. Друга платівка вийшла 1988 року, отримавши назву No Place for Disgrace, і, серед інших, містила кавер-версію пісні Елтона Джона «Saturday Night's Alright for Fighting». Надалі Flotsam and Jetsam видали ще декілька студійних альбомів — When the Storm Comes Down (1990), Cuatro (1992), Drift (1995), High (1997) та Unnatural Selection (1999) — постійно гастролюючи та маючи контракт з лейблами MCA Records та Metal Blade.
Протягом 1990-х років склад Flotsam and Jetsam постійно змінювався. Бас-гітарист Трой Грегорі перейшов до Prong, його замінив Джейсон Ворд. Потім гурт залишили Келлі Девід Сміт та Майкл Гілберт — їхнє місце посіли Крег Нельсон та Марк Сімпсон. Незмінним залишалося хіба що місце вокаліста Еріка Натсона, аж доки той не перемкнувся на власний кантрі-проєкт A.K. Corral. Таким чином, у 2001 році після виходу альбому My God Flotsam and Jetsam розпалися. Возз'єднання відбулося у 2004 році, коли гурт виступив в Японії разом з Overkill та Death Angel. Після цього колектив продовжував випускати студійні та концертні альбоми, залишаючись треш-метал-гуртом «другого ешелону». 2021 року вийшла чотирнадцята студійна платівка Flotsam and Jetsam Blood in the Water. 

## Учасники
Поточний склад (2023)
- Вільям Боділі — бас-гітара
- Майкл Гілберт — гітара
- Ерік Натсен («A.K.») — вокал
- Стів Конлі — гітара
- Кен Мері — барабани[2]

## Дискографія
- 1986 — Doomsday for a Deceiver
- 1988 — No Place for Disgrace
- 1990 — When the Storm Comes Down
- 1992 — Cuatro
- 1995 — Drift
- 1997 — High
- 1999 — Unnatural Selection
- 2001 — My God
- 2004 — Live in Phoenix (концертний альбом)
- 2005 — Dreams of Death
- 2008 — Once in a Deathtime (концертний альбом)
- 2010 — The Cold
- 2012 — Ugly Noise
- 2014 — No Place for Disgrace 2014 (перезаписаний альбом)
- 2016 — Flotsam and Jetsam
- 2019 — The End of Chaos
- 2021 — Blood in the Water [3]